# Epirhyssa oaxaca
Epirhyssa oaxaca là một loài tò vò trong họ Ichneumonidae.